# Didascália
Didascália ou rubrica são indicações cênicas para indicar como determinada ação, como determinada cena, como determinado espaço ou como determinada fala devem ser feitos em uma peça de teatro. 
Veja o exemplo a seguir retirado da peça Auto da compadecida, de Ariano Suassuna (1927-2014):
Chicó, depois de estender-lhe o punho fechado:
Padre João
O trecho depois de estender-lhe o punho fechado  é uma indicação cênica sobre como determinada ação deve ser feita pelo ator.